# Kap Vanhöffen
Das Kap Vanhöffen (englisch Vanhöffen Bluff) ist eine 225 m hohe und felsige Landspitze an der Nordküste der Insel Heard. Sie liegt unmittelbar östlich des Jacka-Gletschers.
Teilnehmer der Gauß-Expedition unter der Leitung des deutschen Polarforschers Erich von Drygalski kartierten und benannten so im Jahr 1902 ein Kliff 2,5 km nordwestlich der heutigen Position. Diese Positionsbestimmung korrigierten Wissenschaftler der Australian National Antarctic Research Expeditions im Jahr 1948. Namensgeber für das geographische Objekt ist der deutsche Zoologe Ernst Vanhöffen (1858–1918), Teilnehmer der Gauß-Expedition.